# Maisie Peters

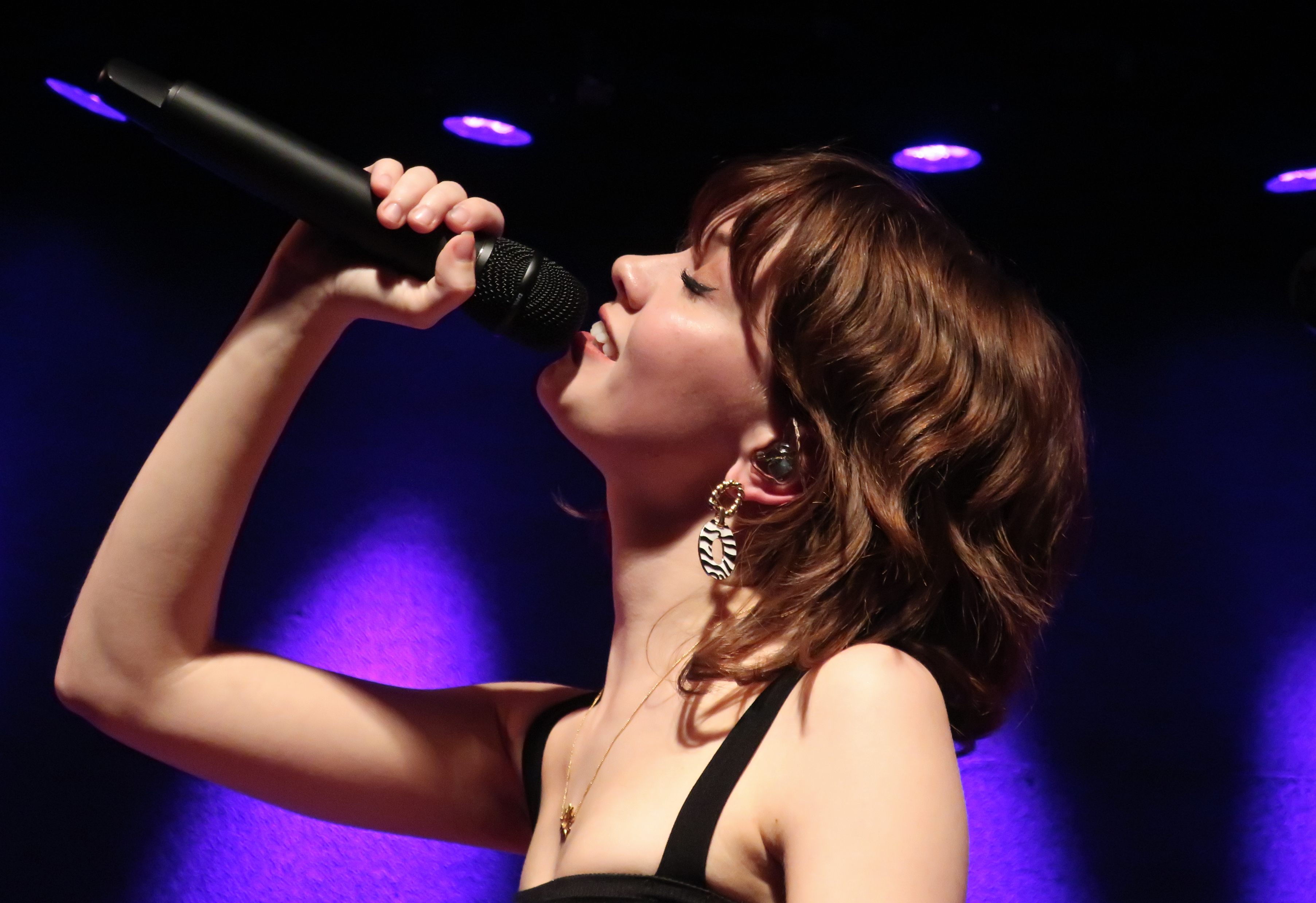
Maisie Peters (2019)

Maisie Hannah Peters (geboren am 28. Mai 2000 in Steyning, West Sussex) ist eine britische Singer-Songwriterin aus Brighton, England.

## Ausbildung
Peters besuchte die Steyning Grammar School in Steyning, England, wo sie den jährlichen Talent-Wettbewerb gewann. Peters hat eine Sopranstimme.

## Werdegang
Maisie Peters begann ihre Karriere, indem sie für YouTube Lieder wie Toast, Birthday und First place aufnahm. Ihr YouTube-Kanal namens Maisie Peters wurde am 2. November 2013 eingerichtet und ihr erstes Video Electric wurde am 27. August 2015 veröffentlicht. Sie brachte daraufhin zahlreiche Singles heraus, darunter Place We Were Made (2017), Worst of You (2018), Stay Young (2019) und Favourite Ex (2019). Am 2. November 2018 veröffentlichte sie erste EP Dressed Too Nice for a Jacket wurde von Atlantic Records UK am 2. November 2018 veröffentlicht. Eine weitere folgte im Jahr 2019 mit It’s Your Bed Babe, It’s Your Funeral.
Am 15. Juni 2021 wurde bekannt, dass sie einen Vertrag mit Ginger Bread Records von Ed Sheeran geschlossen hat. Ihr erstes Studioalbum veröffentlichte sie am 27. August 2021 und konnte dabei auf Platz 2 der britischen Charts einsteigen. Die daraus ausgekoppelten Singles John Hughes Movie und Psycho platzierten sich ebenfalls in den britischen Charts. Zu Beginn des Jahres 2022 ging sie auf ihre erste Headliner US-Tour die ausverkauft war. Im Verlauf des Jahres spielte sie im Rahmen der +–=÷x Tour von Ed Sheeran als Support-Act. Am 6. Mai 2022 veröffentlichte sie mit Cate’s Brother eine neue Single und erreichte in den irischen Charts Platz 29. Auch absolvierte sie im Sommer ihre erste Headline-Tour in den Vereinigten Staaten. Im Juni 2023 trat sie unter anderem Glastonbury Festival auf der "Pyramid Stage" auf und veröffentlichte an dem Tag auch ihr zweites Album "The Good Witch". Dieses stieg in der folgenden Woche dann auf Platz 1 der britischen Album-Charts ein. Auch kündigte sie Touren in den Vereinigten Staaten, Vereinigtem Königreich und Australien für 2023 und 2024 an.
Peters arbeitet auch als DJ für BBC Radio 1, wo sie donnerstags Future Bop! präsentiert. Derzeit wird sie von Maia Beth vertreten.

## Privatleben
Sie hat eine Zwillingsschwester namens Ellen Peters.

## Diskografie

### Alben
| Jahr | Titel Musiklabel                     | Höchstplatzierung, Gesamtwochen, AuszeichnungChartplatzierungen (Jahr, Titel, Musiklabel, Platzierungen, Wochen, Auszeichnungen, Anmerkungen) | Höchstplatzierung, Gesamtwochen, AuszeichnungChartplatzierungen (Jahr, Titel, Musiklabel, Platzierungen, Wochen, Auszeichnungen, Anmerkungen) | Höchstplatzierung, Gesamtwochen, AuszeichnungChartplatzierungen (Jahr, Titel, Musiklabel, Platzierungen, Wochen, Auszeichnungen, Anmerkungen) | Anmerkungen                           |
| Jahr | Titel Musiklabel                     | DE | UK | IE | Anmerkungen                           |
| ---- | ------------------------------------ | --- | --- | --- | ------------------------------------- |
| 2021 | You Signed Up for This Maisie Peters | — | UK2 (2 Wo.)UK | IE20 (1 Wo.)IE | Erstveröffentlichung: 27. August 2021 |
| 2023 | The Good Witch Maisie Peters         | DE18 (1 Wo.)DE | UK1 Silber · (4 Wo.)UK | IE7 (2 Wo.)IE | Erstveröffentlichung: 23. Juni 2023   |

EPs
- 2018: Dressed Too Nice for a Jacket
- 2019: It’s Your Bed Babe, It’s Your Funeral

### Singles
| Jahr | Titel Album                              | Höchstplatzierung, Gesamtwochen, AuszeichnungChartplatzierungen (Jahr, Titel, Album, Platzierungen, Wochen, Auszeichnungen, Anmerkungen) | Höchstplatzierung, Gesamtwochen, AuszeichnungChartplatzierungen (Jahr, Titel, Album, Platzierungen, Wochen, Auszeichnungen, Anmerkungen) | Anmerkungen                             |
| Jahr | Titel Album                              | UK | IE | Anmerkungen                             |
| ---- | ---------------------------------------- | --- | --- | --------------------------------------- |
| 2021 | John Hughes Movie You Signed Up for This | UK92 (1 Wo.)UK | — | Erstveröffentlichung: 11. März 2021     |
| 2021 | Psycho You Signed Up for This            | UK57 Silber · (11 Wo.)UK | IE81 (3 Wo.)IE | Erstveröffentlichung: 15. Juli 2021     |
| 2022 | Cate’s Brother –                         | UK62 (1 Wo.)UK | IE29 (4 Wo.)IE | Erstveröffentlichung: 19. Mai 2022      |
| 2022 | Blonde –                                 | UK77 (1 Wo.)UK | IE83 (1 Wo.)IE | Erstveröffentlichung: 5. August 2022    |
| 2022 | Not Another Rockstar –                   | UK97 (1 Wo.)UK | IE93 (2 Wo.)IE | Erstveröffentlichung: 7. Oktober 2022   |
| 2022 | Together This Christmas –                | UK47 (6 Wo.)UK | — | Erstveröffentlichung: 10. November 2022 |
| 2023 | Lost the Breakup The Good Witch          | UK85 (2 Wo.)UK | IE90 (1 Wo.)IE | Erstveröffentlichung: 31. März 2023     |

Weitere Singles
- 2017: Place We Were Made
- 2017: Birthday
- 2018: Worst of You
- 2018: Best I’ll Ever Sing
- 2018: In My Head
- 2018: Details
- 2019: Stay Young
- 2019: Favourite Ex
- 2019: This Is on You
- 2019: Adore You (Acoustic)
- 2019: Take Care of Yourself (Acoustic)
- 2020: Daydreams
- 2020: Sad Girl Summer
- 2020: Maybe Don’t (mit JP Saxe)
- 2021: Funeral (mit James Bay)
- 2021: You Signed Up for This
- 2021: Brooklyn